# Posionjärvi
Posionjärvi är en sjö i Finland. Den ligger i kommunen Posio i landskapet Lappland, i den norra delen av landet, 700 km norr om huvudstaden Helsingfors. Posionjärvi ligger 240,4 meter över havet. Den är 11 meter djup. Arean är 18,89 kvadratkilometer och strandlinjen är 146,46 kilometer lång. Sjön  ingår i Koundaälvens huvudavrinningsområde. 